# إيزابيل الليندي
إيزابيل الليندي يونا (بالإسبانية: Isabel Allende Llona) (وُلدت في 2 أغسطس 1942)، هي كاتبة روائية تشيلية، حاصلة على العديد من الجوائز الأدبية المهمة، ومن الأسماء المرشحة دائماً للحصول على جائزة نوبل. تُصنف كتاباتها في إطار الواقعية السحرية، وتنشط في مجال حقوق المرأة والتحرر العالمي. من أهم رواياتها: بيت الأرواح، وإيفالونا، وما وراء الشتاء.

## صورة عامة
نتيجة لترحال الأسرة الطويل، اختزنت إيزابيل في ذاكرتها الكثير من الحكايات، والتفاصيل الدقيقة، لتتحول هذه الخبرات الصغيرة إلى تفاصيل حميمية رائعة تشغل رواياتها، وتكسبها زخماً مميزاً.
كان أبوها توماس الليندي سفيرًا، انفصل عن والدتها عام 1945 لتعود الأم بأطفالها الثلاثة وتستقر في تشيلي حتى 1953، ثم انتقلت العائلة إلى بوليفيا، ومن ثم لبنان، حيث ارتادت الليندي المدرسة البريطانية الخاصة في بيروت، ومن ثم عادت إلى تشيلي عام 1958 لتكمل تعليمها الثانوي، وهناك التقت زوجها الأول ميغيل فرياس الذي تزوجته في 1962.
في الفترة منذ 1959 وحتى 1965 عملت الليندي في منظمة الغذاء والزراعة التابعة للأمم المتحدة في سانتياغو، وفيما بعد في بروكسل، وأماكن أخرى في أوروبا. عادت الليندي إلى تشيلي في 1966، وبدأت مُنذ 1967 العمل في هيئة تحرير مجلة باولا، ومن ثم مجلة مامباتو للأطفال. وُلدت ابنتها باولا في 1963، وفي عام 1966 وُلد ابنها نيكولاس.
في 1973، عُرضت مسرحيتها إل إمباجادور El Embajador، وفي سبتمبر من نفس العام، حصل الانقلاب الدموي على عمها سلفادور أيندي الذي قُتل خلال الاستيلاء الدموي على لا مونيدا (القصر الرئاسي التشيلي). في 1975 نُفيت الليندي إلى فنزويلا حيث عملت في جريدة كاراكاس إل ناسيونال، كما عملت معلمة في مدرسة ثانوية.
رافقت الليندي في عام 1981 جدها البالغ من العمر تسعة وتسعين عاماً خلال موته، وبدأت عندها في كتابة روايتها الأولى بيت الأرواح.
و خلال زيارة إلى كاليفورنيا في 1988 قابلت الليندي زوجها الثاني المحامي الأمريكي ويليام غوردون، وأقامت في سان رافاييل مُنذ ذلك الوقت.

## الطفولة
وسم التنقل طفولة الليندي بطابع مميز، جعلها تحتفظ بذكريات مميزة عن رحلات خيالية ومُدن سحرية، كما أن زوج أمها الذي كان سفيراً أيضاً امتاز بالتعاطف والمحبة.
و تذكر أيندي كتب ألف ليلة وليلة التي قرأتها في طفولتها، والتي كان زوج أمها يحتفظ بها في خزانة سحرية قديمة، جعلت خيال أيندي يتسع ليتحفظ بالتفاصيل الصغيرة، ويضفي عليها طابعاً سحرياً. كما أن ميراث الأسرة السياسي لم يغب كذلك عنها، ولم تغب تأثيراته في طفولتها التي تقول عنها أنها كانت وادعة جداً.

امتازت إيزابيل بعلاقتها الدافئة والواثقة بأمها.

## الشباب
حين عادت الليندي إلى تشيلي كانت شابة يسارية مُثقفة، قابلت زوجها الأول ميغيل فيرياس والد طفليها، وتزوجته وهي لما تزل بعد في العشرين من عمرها، ورغم طلاقها منه فإن إيزابيل تحتفظ له بذكرى جميلة تمثلت في إيمائتها إليه بتسمية إحدى شخصيات روايتها بيت الأرواح على اسمه، وجعله حبيب الحفيدة وأبو ابنتها. 

و كما طبع التنقل طفولتها بطابعه، طبع شبابها، فتنقلت في الوظائف بين المدن والعواصم، وعملت في الصحافة، وفي إعداد البرامج التلفزيونية والوثائقية الأمر الذي زودها بذخيرة من المعرفة العميقة، والتأثيرات التي ظهرت في كتاباتها لاحقاً.

و لم تكتب في هذه الفترة غير قصتين للأطفال ومسرحية.

## الانقلاب العسكري
أثر عليها الانقلاب الذي أطاح بعمها سلفادور أيندي كما أثر على الشعب التشيلي، وبسبب قرابتها بالرئيس، فإنها صُنفت تلقائياً كعدوة للنظام، ونُفيت إلى فنزويلا، غير أن تأثيرات الانقلاب الأعمق، ستظهر فيما بعد وبالتفصيل في روايتها الأولى بيت الأرواح. 

بعد ذلك لم تعد تشيلي بالنسبة لها كما كانت، وكلما زارتها، وجدتها أصغر، وأقل رحابة بكثير.

## وفاة ابنتها
كانت الصدمة الأعظم في حياة الليندي حتى الآن وفاة ابنتها باولا في 1993 عن عمر ثمانية وعشرين عاماً بعد دخولها في غيبوبة بسبب مضاعفات مرض البورفيريا، تقول أيندي: "أخذوا ابنتي شابة حية بحالة جيدة، وأعادوها جثة هامدة..". 

كانت تأثيرات وفاة باولا على أمها شديدة، لكن الليندي كانت طوال حياتها امرأة قوية، فحولت ألمها إلى كتاب جميل استعادت فيه طفولتها وذكرياتها، اسمته باولا على اسم ابنتها، وخصصت ريعه لدعم مراكز علاج السرطان.

## سيرتها الصحفية
1964 - 1974 في تشيلي:
- باولا، مجلة نسائية
- مامباتو، مجلة أطفال
- عروض تلفزيونية
- أفلام وثائقية

1975- 1984 في فنزويلا:
- جريدة إل ناسيونال

## بيبلوغرافيا
- بيت الأرواح - (رواية) 1982
- سيدة البورسلين البدينة (رواية) 1984
- عن الحب والظلال (رواية) 1985
- إيفا لونا (رواية) 1987
- حكايات إيفا لونا (قصص قصيرة) 1990
- الخطة اللانهائية (رواية) 1991
- باولا (سيرة ذاتية) (مذكرات) 1994
- أفروديت (وصفات، قصص، وأفروديتيات أخرى) 1997
- إبنة الحظ (رواية) 1999
- صورة عتيقة (رواية) 2000
- مدينة الوحوش (رواية) 2002
- بلدي المخترع (مذكرات) 2003
- مملكة التنين الذهبي (رواية) (رواية للأطفال والبالغين) 2004
- غابة الأقزام (رواية) (رواية للأطفال والبالغين) 2005
- زورو (رواية) 2005
- إنيس يا حبيبة روحي (رواية) 2006
- حصيلة الأيام (مذكرات) 2008
- الجزيرة تحت البحر (رواية) 2010
- لعبة نازع الأحشاء ، دال للنشر والتوزيع 2015
- ما وراء الشتاء (رواية) ، دار الآداب 2017
- نساء روحي (سيرة ذاتية) 2020.
- "الريح تعرف اسمي" (رواية) 2023.[19]

## كتابات أيندي مجسدة
- أفلام تم إنتاجها:
- بيت الأرواح 1993
- عن الحب والظلال 1994
- أفلام يتم إنتاجها:
- آفروديت، إيفالونا، وهدية لحبيبة
- كُتب حولت إلى مسرحيات:
- السفير (تشيلي)
- قصيدة لا أحد (تشيلي)
- المرايا السبعة (تشيلي)
- بيت الأرواح
- إيفا لونا (مسرحية موسيقية)
- باولا

## وصلات خارجية
- إيزابيل الليندي على موقع أوليمبيديا (الإنجليزية)
- إيزابيل الليندي على موقع IMDb (الإنجليزية)
- إيزابيل الليندي على موقع الموسوعة البريطانية (الإنجليزية)
- إيزابيل الليندي على موقع مونزينجر (الألمانية)
- إيزابيل الليندي على موقع ألو سيني (الفرنسية)
- إيزابيل الليندي على موقع ميوزك برينز (الإنجليزية)
- إيزابيل الليندي على موقع أول موفي (الإنجليزية)
- إيزابيل الليندي على موقع إن إن دي بي (الإنجليزية)
- إيزابيل الليندي على موقع ديسكوغز (الإنجليزية)
- إيزابيل الليندي على موقع قاعدة بيانات الفيلم (الإنجليزية)
- إيزابيل الليندي على موقع كينوبويسك (الروسية)

إيزابيل الليندي  على قاعدة بيانات الخيال التأملي على الإنترنت
- صفحة إيزابيل الليندي على موقع أبجد
- صفحة اقتباسات إيزابيل الليندي على موقع أبجد
- إيزابيل الليندي تتحدث عن الكتابة[وصلة مكسورة]